# Harcerski słownik biograficzny
Harcerski słownik biograficzny – wielotomowa publikacja, mająca na celu zgromadzenie biografii zasłużonych i nieżyjących osób związanych z polskim harcerstwem. Planowane jest opublikowanie około 1200 biogramów w dwunastu tomach. Słownik wydawany jest w układzie holenderskim, tzn. w każdym kolejnym woluminie umieszczane są biogramy w układzie alfabetycznym od A do Z.

## Cel słownika
Prezentowani w wydawnictwie instruktorzy i działacze harcerscy poświęcili znaczną część życia harcerstwu, uzyskując w tej działalności wybitne efekty. Wielu z nich właśnie w harcerstwie rozwinęło te swoje cechy charakteru, które pozwoliły im osiągnąć znaczące sukcesy, zarówno w dziedzinie wychowania, jak i profesjach nieraz znacznie od niego odległych. Wybitni przedstawiciele elit II Rzeczypospolitej – mężowie stanu, profesorowie, generałowie – mieli w swoich życiorysach epizody harcerskie, a nawet podkreślali ich wpływ na swoje dalsze losy.

## Realizacja
Wydawany jest od 2006 przez Muzeum Harcerstwa i Marron Edition. Pierwszy tom ukazał się dzięki dotacji w ramach programu Promocja czytelnictwa Ministerstwa Kultury i Dziedzictwa Narodowego, drugi – również dzięki wspomnianemu programowi oraz ze środków Urzędu ds. Kombatantów i Osób Represjonowanych. Od trzeciego do piątego tomu finansowanie odbywało się w ramach współpracy z Muzeum Historii Polski. Szósty tom został wydany ze środków Urzędu ds. Kombatantów i Osób Represjonowanych. Od pierwszego tomu redaktorem naczelnym słownika jest Janusz Wojtycza, będący równocześnie członkiem zespołu redakcyjnego Małopolskiego słownika biograficznego uczestników działań niepodległościowych 1939–1956 oraz współpracownikiem redakcji Polskiego Słownika Biograficznego. Każdy autor biogramu musi zachowywać zasady pisania zawarte w Instrukcji redakcyjnej HSB. Autorami haseł są zarówno naukowcy (historycy, pedagodzy, archiwiści ze stopniem doktora, doktora habilitowanego i tytułem profesora), instruktorzy harcerscy, będący członkami chorągwianych i hufcowych komisji historycznych ZHP, jak i członkowie rodzin. Biogramy dwóch ostatnich grup są szczegółowo weryfikowane i redagowane tak, aby spełniały warunki naukowości. Każdy tom podlega recenzji co najmniej 3 osób (w tym z tytułem profesora min. 2).
Recenzenci poszczególnych tomów:
- tom I – prof. dr hab. Adam Massalski, prof. dr hab. Andrzej Pankowicz[5][6], prof. dr hab. Ryszard Terlecki[7][8]
- tom II – prof. dr hab. Adam Massalski, prof. dr hab. Andrzej Pankowicz, prof. dr hab. Janusz Tazbir
- tom III – prof. dr hab. Andrzej Jaczewski, prof. dr hab. Józef Lipiec[9], prof. dr hab. Zygmunt Ruta, dr Julia Tazbir
- tom IV – prof. dr hab. Andrzej Jaczewski, prof. dr hab. Józef Lipiec, prof. dr hab. Sławomir Mazur, dr hab. Janina Kamińska
- tom V – prof. dr hab. Andrzej Jaczewski, prof. dr hab. Józef Lipiec, prof. dr hab. Sławomir Mazur, dr hab. Mieczysław Rokosz
- tom VI – prof. dr hab. Józef Lipiec, prof. dr hab. Sławomir Mazur, dr hab. Jacek J. Nawrocki, dr hab. Mieczysław Rokosz
- tom VII – prof. dr hab. Józef Lipiec, prof. dr hab. Sławomir Mazur, dr hab. Mieczysław Rokosz, dr Adam Ruta

## Schemat biogramu
Schemat biogramu zamieszczonego w „Harcerskim słowniku biograficznym” oparto na standardzie Polskiego Słownika Biograficznego. Zgodnie z nim każdy artykuł biograficzny składa się z trzech części: hasła, właściwego życiorysu oraz dokumentacji. W haśle obok nazwiska, imienia (imion), innych używanych nazwisk, pseudonimów i dat życia znalazły się: zawód, stopień instruktorski i najważniejsze funkcje pełnione w harcerstwie (w kolejności chronologicznej). Biogramy zostały przygotowane na podstawie opracowań i źródeł drukowanych, a w wielu przypadkach także materiałów archiwalnych, rękopiśmienniczych, wzmianek prasowych, danych z nagrobków oraz informacji uzyskanych od rodzin i osób bliskich. We wskazówkach bibliograficznych zamieszczonych w dokumentacji każdego biogramu podano najważniejsze pozycje drukowane i archiwalia (w kolejności wskazanej przez instrukcję redakcyjną PSB: opracowania ogólne, opracowania, wydawnictwa źródłowe, wzmianki prasowe, archiwalia i źródła rękopiśmiennicze oraz relacje ustne).

## Rada redakcyjna
- prof. dr hab. Adam Massalski – przewodniczący (t. I – )
- prof. uczelni dr hab. Janusz Wojtycza – redaktor naczelny (t. I – )
- prof. dr hab. Antonina Gurycka (t. I – t. III)
- prof. dr hab. Andrzej Janowski (t. I – VI)
- prof. dr hab. Janina Kamińska (t. IV – )
- prof. dr hab. Roman Loth (t. IV – VI)
- prof. dr hab. Grzegorz Nowik (t. VIII – )
- prof. dr hab. Andrzej Pankowicz (t. I – III)
- prof. dr hab. Maria Straszewska (t. I – VI)
- prof. dr hab. Ryszard Szwed (t. I – IV)
- prof. dr hab. Bogusław Śliwerski (t. I – )
- prof. uczelni dr hab. Zbigniew Pilarczyk (t. VIII – )
- dr hab. Adam Dobroński (t. I – )
- dr hab. Andrzej Krzysztof Kunert (t. IV – )
- dr. Wanda Czarnota (t. I – )
- dr Julia Tazbir (t. II – )
- hm. Andrzej Borodzik (t. V)
- hm. Katarzyna Traczyk (sekretarz redakcji t. I, od t. II członek redakcji)
- phm. Anna Radziejowska-Hilchen (t. V – )

## Lista tomów
- „Harcerski słownik biograficzny” t. 1, pod red. J. Wojtyczy, Warszawa 2006, ISBN 83-923571-1-6, ISBN 83-60405-15-8, 96 biogramów;
- „Harcerski słownik biograficzny” t. 2, pod red. J. Wojtyczy, Warszawa 2008, ISBN 978-83-923571-3-1, ISBN 978-83-60405-55-0, 102 biogramy;
- „Harcerski słownik biograficzny” t. 3, pod red. J. Wojtyczy, Warszawa 2012, ISBN 978-83-932229-2-6, ISBN 978-83-60405-83-3, 102 biogramy;
- „Harcerski słownik biograficzny” t. 4, pod red. J. Wojtyczy, Warszawa 2016, ISBN 978-83-932229-8-8, ISBN 978-83-65248-15-2, ISBN 978-83-946784-0-1, 101 biogramów;
- „Harcerski słownik biograficzny” t. 5, pod red. J. Wojtyczy, Warszawa 2019, 278 s., ISBN 978-83-953754-0-8, ISBN 978-83-65248-35-0, ISBN 978-83-66193-07-9, 100 biogramów[10][2].
- „Harcerski słownik biograficzny” t. 6, pod red. J. Wojtyczy, Warszawa-Łódź 2023, 270 s., ISBN 978-83-923571-0-0, ISBN 978-83-953754-4-6, ISBN 978-83-66193-25-3, 100 biogramów
- „Harcerski słownik biograficzny” t. 7, pod red. J. Wojtyczy, Warszawa-Kraków 2024, 300 s., ISBN 978-83-923571-00, ISBN 978-83-953754-5-3, ISBN 978-83-8368-054-5, 100 biogramów